# Triodia danthonioides
Triodia danthonioides är en gräsart som först beskrevs av Ferdinand von Mueller, och fick sitt nu gällande namn av Michael Lazarides. Triodia danthonioides ingår i släktet Triodia och familjen gräs. Inga underarter finns listade i Catalogue of Life.